# Ronald Maitland
Ronald Maitland   (Grimsby, 6 de gener de 1887 - Vancouver, 15 d'abril de 1937) va ser un regatista canadenc que va competir durant el primer terç del segle xx.
El 1932 va prendre part en els Jocs Olímpics de Los Angeles, on va guanyar la medalla de plata en la categoria de 8 metres del programa de vela. Maitland navegà a bord del Santa Maria junt a Ernest Cribb, Harry Jones, Peter Gordon, Peter Gordon i George Gyles.